# Волнат Хил (Тенеси)
Волнат Хил (енгл. Walnut Hill) насељено је место без административног статуса у америчкој савезној држави Тенеси.

## Демографија
По попису из 2010. године број становника је 2.394, што је 362 (-13,1%) становника мање него 2000. године.
| Група             | 2000.         | 2010.         |
| Белци             | 2.711 (98,4%) | 2.338 (97,7%) |
| Афроамериканци    | 14 (0,5%)     | 15 (0,6%)     |
| Азијати           | 8 (0,3%)      | 3 (0,1%)      |
| Хиспаноамериканци | 4 (0,1%)      | 20 (0,8%)     |
| Укупно            | 2.756         | 2.394         |